# Збірник договорів
Збірник договорів (англ. Treaty series) — офіційний опублікований збірник міжнародних договорів та інших міжнародних документів.
- Збірник договорів Ліги Націй, започаткований згідно статті 18 Пакту Ліги Націй[en]
- Збірник договорів ООН, створений відповідно до статті 102 Статуту Організації Об'єднаних Націй
- Збірник договорів Ради Європи
- Великий звід законодавства Сполучених Штатів
- Зібрання чинних міжнародних договорів України